# トーマス・ベズーチャ
トーマス・ベズーチャ（Thomas Gordon Bezucha、1964年3月8日 - ）は、アメリカ合衆国の映画監督・脚本家である。

## 人物
映画監督としてデビューする前は、ファッション業界の重役を勤めていたという経歴の持ち主である。
デビュー作『ビッグエデン』の成功により、2000年にヴァラエティ誌の「注目すべき10人の脚本家」として選出されている。
ラストネームの発音は「バゾーカ」とするのが正しいとされている。

## 監督作品
- ビッグエデン Big Eden (2000)　日本未公開。第14回東京国際レズビアン&ゲイ映画祭にて上映。
- 幸せのポートレート The Family Stone (2005)
- 恋するモンテカルロ Monte Carlo（2011）
- すべてが変わった日 Let Him Go (2020) 兼脚本・製作

## 脚本のみを担当した作品
- ガーンジー島の読書会の秘密 The Guernsey Literary and Potato Peel Pie Society (2018)
- ファーゴ S5E8 (2024)